# Giải quần vợt Wimbledon 2022 - Đôi nam nữ khách mời
Nenad Zimonjić và Marion Bartoli là nhà vô địch, đánh bại Todd Woodbridge và Cara Black trong trận chung kết, 7–6(7–1), 6–1.

## Kết quả

### Chung kết
|  | Chung kết |                               |    |   |  |  |
|  |           |                               |    |   |  |  |
|  | A4        | Todd Woodbridge Cara Black    | 61 | 1 |  |  |
|  | B4        | Nenad Zimonjić Marion Bartoli | 7  | 6 |  |  |

### Bảng B
|    |                               | Ivanišević Pierce     | Rusedski Keothavong   | Woodforde Majoli       | Zimonjić Bartoli       | RR T–B | Set T–B | Game T–B | Xếp hạng |
| B1 | Goran Ivanišević Mary Pierce  |                       | 6–7(6–8), 6–3, [10–6] | 3–6, 6–7(5–7)          | 4–6, 4–6               | 1-2    | 2–5     | 30–35    | 3        |
| B2 | Greg Rusedski Anne Keothavong | 7–6(8–6), 3–6, [6–10] |                       | 4–6, 6–7(7–9)          | 3–6, 4–6               | 0–3    | 1–6     | 27–38    | 4        |
| B3 | Mark Woodforde Iva Majoli     | 6–3, 7–6(7–5)         | 6–4, 7–6(9–7)         |                        | 2–6, 7–6(9–7), [10–12] | 2–1    | 5–2     | 35–32    | 2        |
| B4 | Nenad Zimonjić Marion Bartoli | 6–4, 6–4              | 6–3, 6–4              | 6–2, 6–7(7–9), [12–10] |                        | 3–0    | 6–1     | 37–24    | 1        |